# Cierva W.9
Der Cierva W.9 war ein experimenteller Hubschrauber des britischen Herstellers Cierva Autogiro Company aus den 1940er Jahren.

## Geschichte
Mitte 1943 erteilte das Air Ministry der Cierva Autogiro Company den Auftrag zur Entwicklung eines Hubschraubers, der konkurrenzfähig zu den Maschinen von Sikorsky sein sollte.
Der von Cyrill Pulin und Jacob Shapiro konstruierte Prototyp wurde im Oktober 1944 fertiggestellt und sofort danach einer Bodenerprobung unterzogen. Wahrscheinlich fand auch der Erstflug noch im gleichen Monat statt. Die Geheimhaltung des Projekts führte dazu, dass die erste öffentliche Vorführung erst 21 Monate danach stattfand. Der Ort war das Air Pageant auf dem Southampton Airport am 22. Juni 1946. Am 20. Januar 1948 erlitt die Maschine einen Unfall während des Starts, wobei die W.9 zur Seite rollte und die Maschine irreparable Schäden an der Zellenstruktur erlitt. Dies führte zur Einstellung aller weiteren Arbeiten.

## Konstruktion
Der von James Weir konstruierte W.9 verwendete ebenso wie die Sikorsky R-4 und R-6A eine Ein-Rotor-Auslegung, unterschied sich aber darin, dass für den Drehmomentausgleich um die Hochachse kein Heckrotor vorgesehen wurde. Auch das Hauptrotorsystem unterschied sich von der üblichen Auslegung und beruhte auf früheren theoretischen und experimentellen Arbeiten von Weir. Der Aerodynamically Stabilized Rotor (ASR) war auf einer rotierenden kardanischen Aufhängung befestigt. Als weitere Neuerung wurde an diesem Hubschrauber zum ersten Mal eine Drehmomentmessung am Rotor eingeführt.
Der Dreiblattrotor mit 10,97 m Durchmesser wurde von einem 205 PS (150 kW) leistenden Gipsy Queen Six Series II Sechszylinder-Motor angetrieben. Das Leergewicht betrug 1200 kg. Das rundum verglaste eiförmige Cockpit, Vorbild für viele spätere Hubschrauber, bot Platz für zwei Besatzungsmitglieder. Das Steuerungssystem verwendete keine kollektive Blattverstellung, stattdessen wurde das Steigen und Sinken nur durch die Rotordrehzahl gesteuert. Da sich dieses Verfahren nicht bewährte, verwendete man später eine konventionelle Steuerung über die gemeinsame Blattverstellung.
Die Verwendung des Gasausstoßes am hinteren Ende des Rumpfs als Ersatz für einen Heckrotor erwies sich als Fehlschlag. Dies betraf sowohl die Erzeugung eines unzureichenden Gegendrehmoments, als auch die schlechte Richtungssteuerung. Dieses System war auch kein direkter Vorläufer des modernen NOTAR-Systems, da die W.9, im Unterschied zu dem modernen Verfahren, nicht den aerodynamischen Coandă-Effekt ausnutzte. So werden beispielsweise bei der MD Helicopters Explorer die seitlich wirkenden Kräfte hauptsächlich durch diesen Effekt in dem röhrenförmigen Teil des Heckauslegers erzeugt. Der direkte Luftausstoß am Auslegerende (wie bei der W.9) wird nur für den Erhalt der Richtungsstabilität eingesetzt.
Von der W.9 wurden nie Ergebnisse der Flugerprobung oder Leistungswerte veröffentlicht.

## Technische Daten
| Kenngröße        | Daten                                                                                         |
| ---------------- | --------------------------------------------------------------------------------------------- |
| Besatzung        | 2                                                                                             |
| Länge            | 11 m                                                                                          |
| Rotordurchmesser | 10,97 m                                                                                       |
| Höhe             | 3 m                                                                                           |
| Leermasse        | 1200 kg                                                                                       |
| Triebwerke       | 1 × de Havilland Gipsy Queen Six Series II Sechszylinder luftgekühlter Reihenmotor mit 153 kW |